# Culver XPQ-15
El Culver XPQ-15, también conocido como XTD3C-1, fue un blanco aéreo no tripulado estadounidense desarrollado por la Culver Aircraft Company a finales de la Segunda Guerra Mundial.

## Diseño y desarrollo
El XPQ-15 era un monoplano de ala baja de diseño convencional. Construido en madera y metal, estaba recubierto de contrachapado. Comparado con el Culver PQ-14, su morro era más largo y delgado debido al motor Franklin O-405; en cambio, su parte trasera era más corta, lo que le daba cierto aspecto deportivo. Disponía de tren de aterrizaje triciclo retráctil, así como de una cabina monoplaza que utilizaba el piloto para realizar vuelos de traslado. Estaba propulsado por un motor bóxer Franklin O-405. Los trabajos de diseño comenzaron en 1943.

## Historia operacional
Se construyeron cuatro ejemplares del XPQ-15 para ser evaluados por las Fuerzas Aéreas del Ejército de los Estados Unidos en 1945; dos de ellos fueron probados por la Armada estadounidense como XTD3C-1. No se firmó ningún contrato de producción.

## Variantes
XPQ-15
Variante de las USAAF, cuatro producidos.
XTD3C-1
Designación dada por la Armada estadounidense a dos XPQ-15 (BuNos 29665-29666).

## Operadores
Estados Unidos
- Fuerzas Aéreas del Ejército de los Estados Unidos
- Armada de los Estados Unidos

## Especificaciones (XPQ-15)
Referencia datos: Parsch

### Características generales
- Tripulación: Uno (piloto, opcional)
- Planta motriz: 1× motor bóxer de seis cilindros refrigerado por aire Franklin O-405.
  - Potencia: 150 kW (207 HP; 204 CV)

### Rendimiento
- Velocidad máxima operativa (Vno): 354 km/h (220 MPH; 191 kt)

## Aeronaves relacionadas

### Secuencias de designación
- Secuencia PQ-_ (Blancos Aéreos Tripulados de las USAAF, 1942-1948): ← PQ-12 - PQ-13 - PQ-14 - PQ-15
- Secuencia TD_C (Blancos aéreos no tripulados de la Armada estadounidense, 1942-1946 (Culver, 1941-1946)): TDC - TD2C - TD3C - TD4C